# Tornei di tennis femminili nel 1937
Prima della nascita del WTA Tour, ossia l'apertura alle tenniste professioniste dei tornei che prima di quell'anno erano riservati alle tenniste dilettanti, tutti gli eventi più importanti erano amatoriali, tra questi c'erano i tornei del Grande Slam: gli Australian Championships, gli Internazionali di Francia, il Torneo di Wimbledon e gli U.S. National Championships.

## Gennaio
| Settimana  | Torneo                                                                              | Vincitore                                             | Finalista                               | Semifinalisti | Eliminati ai quarti |
| ---------- | ----------------------------------------------------------------------------------- | ----------------------------------------------------- | --------------------------------------- | ------------- | ------------------- |
| gennaio?   | Hillcrest Invitation 1937 Los Angeles, USA Singolare - Doppio                       | Mary Arnold Prentiss 2-6 8-6 8-6                      | Helen Germaine                          |               |                     |
| gennaio?   | Hillcrest Invitation 1937 Los Angeles, USA Singolare - Doppio                       |                                                       |                                         |               |                     |
| gennaio    | Natal Championships 1937 Durban, Sudafrica Singolare - Doppio                       | Bonnie Miller Blank 3-6 6-3 6-0                       | Margaret Morphew                        |               |                     |
| gennaio    | Natal Championships 1937 Durban, Sudafrica Singolare - Doppio                       | Bonnie Miller Blank Margaret Morphew 6-2 6-3          | Billie Tapscott Robbins Miss Cox        |               |                     |
| gennaio    | Natal Championships 1937 Durban, Sudafrica Singolare - Doppio                       | Doppio misto: Enid Cook Vic Harris 2-6 7-5 6-1        | Sheila Piercey John Hendrie             |               |                     |
| gennaio    | New Zealand Championships 1937 Wellington, Nuova Zelanda Singolare - Doppio         | Dulcie Nicholls 6-3 6-4                               | Nessie Beverley                         |               |                     |
| gennaio    | New Zealand Championships 1937 Wellington, Nuova Zelanda Singolare - Doppio         | Thelma Poole Irene Poole 4-6 8-6 6-1                  | Molly Bishop Melva Wake                 |               |                     |
| gennaio    | New Zealand Championships 1937 Wellington, Nuova Zelanda Singolare - Doppio         | Doppio misto: Dulcie Nichols Denis Coombe 6-3 6-3     | Irene Poole Eric Roussel                |               |                     |
| 3 gennaio  | Beausite First Meeting 1937 Cannes, Francia Singolare - Doppio                      | Simonne Mathieu 8-6 6-3                               | Cosette Saint-Omer-Roy                  |               |                     |
| 3 gennaio  | Beausite First Meeting 1937 Cannes, Francia Singolare - Doppio                      | Simonne Mathieu Susan Noel 8-6 6-4                    | Cosette Saint-Omer-Roy Alice Weivers    |               |                     |
| 3 gennaio  | Beausite First Meeting 1937 Cannes, Francia Singolare - Doppio                      | Doppio misto: Simonne Mathieu Vladimir Landau 7-5 6-2 | Cosette Saint-Omer-Roy Kho Sin Kie      |               |                     |
| 3 gennaio  | Mid Winter Championships 1937 Beverly Hills, USA Cemento Singolare - Doppio         | Dorothy Bundy Cheney 6-1 3-6 6-1                      | Jacque Virgil                           |               |                     |
| 3 gennaio  | Mid Winter Championships 1937 Beverly Hills, USA Cemento Singolare - Doppio         |                                                       |                                         |               |                     |
| 4 gennaio  | Miami-Biltimore Championships 1937 Miami, USA Singolare - Doppio                    | Eunice Evers 2-6 6-4 6-4                              | Marta Barnett                           |               |                     |
| 4 gennaio  | Miami-Biltimore Championships 1937 Miami, USA Singolare - Doppio                    |                                                       |                                         |               |                     |
| 24 gennaio | Monegasque Championships 1937 Monte Carlo, Monte Carlo Singolare - Doppio           | Simonne Mathieu 6-1 6-3                               | Gladys Hutchings                        |               |                     |
| 24 gennaio | Monegasque Championships 1937 Monte Carlo, Monte Carlo Singolare - Doppio           |                                                       |                                         |               |                     |
| 24 gennaio | Monegasque Championships 1937 Monte Carlo, Monte Carlo Singolare - Doppio           | Doppio misto: Simonne Mathieu Rene Galeppe 8-6 9-7    | Nancy Liebert Kho Sin Kie               |               |                     |
| 30 gennaio | Northern California Indoor Championships 1937 San Francisco, USA Singolare - Doppio | Margaret Osborne 13-11 1-6 6-3                        | Virginia Wolfenden Kovacs               |               |                     |
| 30 gennaio | Northern California Indoor Championships 1937 San Francisco, USA Singolare - Doppio |                                                       |                                         |               |                     |
| 30 gennaio | Northern California Indoor Championships 1937 San Francisco, USA Singolare - Doppio | Doppio misto: Margaret Osborne Frank Kovacs 6-4 6-3   | Virginia Wolfenden Kovacs Norman Brooks |               |                     |
| 30 gennaio | Australian Championships 1937 Sydney, Australia Erba Singolare - Doppio             | Nancy Wynne 6-3, 5-7, 6-4                             | Emily Westacott                         |               |                     |
| 30 gennaio | Australian Championships 1937 Sydney, Australia Erba Singolare - Doppio             | Thelma Coyne Nancy Wynne 6-2, 6-2                     | Nell Hopman Emily Westacott             |               |                     |
| 31 gennaio | Gallia Club Championships 1937 Cannes, Francia Singolare - Doppio                   | Simonne Mathieu 6-2 6-2                               | Alice Weiwers                           |               |                     |
| 31 gennaio | Gallia Club Championships 1937 Cannes, Francia Singolare - Doppio                   |                                                       |                                         |               |                     |
| 31 gennaio | Gallia Club Championships 1937 Cannes, Francia Singolare - Doppio                   | Doppio misto: Simonne Mathieu Jacques Brugnon         | Cosette Saint-Omer-Roy Willem Karsten   |               |                     |
| 31 gennaio | German Covered Court Championships 1937 Brema, Germania Singolare - Doppio          | Hilde Sperling 6-1 6-2                                | Totta Zehden                            |               |                     |
| 31 gennaio | German Covered Court Championships 1937 Brema, Germania Singolare - Doppio          | Totta Zehden Jadwiga Jędrzejowska 6-0 6-2             | Hilde Sperling Billie Yorke             |               |                     |
| 31 gennaio | German Covered Court Championships 1937 Brema, Germania Singolare - Doppio          | Doppio misto: Hilde Sperling Henner Henkel walkover   | Billie Yorke Max Ellmer                 |               |                     |

## Febbraio
| Settimana   | Torneo                                                                         | Vincitore                                             | Finalista                            | Semifinalisti | Eliminati ai quarti |
| ----------- | ------------------------------------------------------------------------------ | ----------------------------------------------------- | ------------------------------------ | ------------- | ------------------- |
| febbraio    | Bengal Championships 1937 Calcutta, India Singolare - Doppio                   | Olga Webb McInness                                    |                                      |               |                     |
| febbraio    | Bengal Championships 1937 Calcutta, India Singolare - Doppio                   |                                                       |                                      |               |                     |
| 8 febbraio  | Carlton Club Championships 1937 Cannes, Francia Singolare - Doppio             | Simonne Mathieu 7-5 6-0                               | Anita Lizana                         |               |                     |
| 8 febbraio  | Carlton Club Championships 1937 Cannes, Francia Singolare - Doppio             | Anita Lizana Simonne Mathieu 6-3 6-4                  | Cosette Saint-Omer-Roy Alice Weivers |               |                     |
| 8 febbraio  | Carlton Club Championships 1937 Cannes, Francia Singolare - Doppio             | Doppio misto: Simonne Mathieu Jacques Brugnon 7-5 8-6 | Anita Lizana William Robertson       |               |                     |
| 15 febbraio | South of France Championships 1937 Nizza, Francia Singolare - Doppio           | Simonne Mathieu 6-3 2-6 7-5                           | Anita Lizana                         |               |                     |
| 15 febbraio | South of France Championships 1937 Nizza, Francia Singolare - Doppio           | Simonne Mathieu Joan Ingram 7-5 6-3                   | Anita Lizana Mary Hardwick           |               |                     |
| 15 febbraio | South of France Championships 1937 Nizza, Francia Singolare - Doppio           | Doppio misto: Joan Ingram Jean Lesueur 6-1 7-5        | Anita Lizana William Robertson       |               |                     |
| 15 febbraio | Florida West Coast Championships 1937 Saint Petersburg, USA Singolare - Doppio | Marta Barnett 6-4 7-5                                 | Eunice Evers                         |               |                     |
| 15 febbraio | Florida West Coast Championships 1937 Saint Petersburg, USA Singolare - Doppio |                                                       |                                      |               |                     |
| 22 febbraio | Torneo di Beaulieu 1937 Beaulieu-sur-Mer, Francia Singolare - Doppio           | Simonne Mathieu 7-5 6-1                               | Hilde Sperling                       |               |                     |
| 22 febbraio | Torneo di Beaulieu 1937 Beaulieu-sur-Mer, Francia Singolare - Doppio           | Simonne Mathieu Hilde Sperling                        | Anita Lizana Mary Hardwick           |               |                     |
| 22 febbraio | Torneo di Beaulieu 1937 Beaulieu-sur-Mer, Francia Singolare - Doppio           | Doppio misto: Hilde Sperling Pat Hughes 6-2 5-7 6-4   | Anita Lizana Christian Boussus       |               |                     |
| 29 febbraio | Monte Carlo Cup 1937 Monte Carlo, Monte Carlo Singolare - Doppio               | Hilde Sperling 8-6 ritiro                             | Simonne Mathieu                      |               |                     |
| 29 febbraio | Monte Carlo Cup 1937 Monte Carlo, Monte Carlo Singolare - Doppio               | Simonne Mathieu Hilde Sperling 6-4 3-6 6-1            | Joan Ingram Jadwiga Jędrzejowska     |               |                     |

## Marzo
| Settimana | Torneo                                                                            | Vincitore                                                         | Finalista                                   | Semifinalisti | Eliminati ai quarti |
| --------- | --------------------------------------------------------------------------------- | ----------------------------------------------------------------- | ------------------------------------------- | ------------- | ------------------- |
| marzo     | Philippine International Championships 1937 Manila, Filippine Singolare - Doppio  | Minda Ochoa 7-5 6-4                                               | Irmgard Baumann                             |               |                     |
| marzo     | Philippine International Championships 1937 Manila, Filippine Singolare - Doppio  | Baroness Naoko Matusdaira Hisako Yamagishi 8-6 1-6 7-5            | Minda Ochoa Aida Ochoa                      |               |                     |
| marzo     | South African Championships 1937 Johannesburg, Sudafrica Singolare - Doppio       | Bonnie Miller Blank 6-4 4-6 6-0                                   | Alida Neave                                 |               |                     |
| marzo     | South African Championships 1937 Johannesburg, Sudafrica Singolare - Doppio       | Bonnie Miller Blank Margaret Morphew 9-7 6-3                      | Lowe Sheila Piercey                         |               |                     |
| marzo     | South African Championships 1937 Johannesburg, Sudafrica Singolare - Doppio       | Doppio misto: Bonnie Miller Blank Norman Farquharson 6-3 8-6      | Vera Everett Vernon Kirby                   |               |                     |
| 3 marzo   | US Indoors 1937 New York, USA Singolare - Doppio                                  | Sylvie Henrotin 10-8 1-6 6-2                                      | Millicent Hirsch                            |               |                     |
| 3 marzo   | US Indoors 1937 New York, USA Singolare - Doppio                                  | Sylvie Henrotin Dorothy Andrus 6-4 7-5                            | Norma Taubele Barber Florence Le Boutillier |               |                     |
| 3 marzo   | US Indoors 1937 New York, USA Singolare - Doppio                                  | Doppio misto: Sylvie Henrotin Frank Bowden 4-6 6-4 6-3            | Norma Taubele Barber Walter Senior          |               |                     |
| 8 marzo   | Riviera Championships 1937 Mentone, Francia Singolare - Doppio                    | Anita Lizana 6-8 8-6 1-1 ritiro                                   | Jadwiga Jędrzejowska                        |               |                     |
| 8 marzo   | Riviera Championships 1937 Mentone, Francia Singolare - Doppio                    |                                                                   |                                             |               |                     |
| 8 marzo   | Riviera Championships 1937 Mentone, Francia Singolare - Doppio                    | Doppio misto: Paulette de Saint-Ferreol Jacques Brugnon 6-3 6-3   | Gull Roberg Kalle Schroeder                 |               |                     |
| 12 marzo  | Queen's Covered Court Championships 1937 Londra, Gran Bretagna Singolare - Doppio | Kay Stammers Menzies 6-2 6-4                                      | Alexandra McOstrich                         |               |                     |
| 12 marzo  | Queen's Covered Court Championships 1937 Londra, Gran Bretagna Singolare - Doppio | Ermyntrude Harvey Marriott walkover                               | Alexandra McOstrich Jean Saunders           |               |                     |
| 12 marzo  | Queen's Covered Court Championships 1937 Londra, Gran Bretagna Singolare - Doppio | Doppio misto: Kay Stammers Menzies John Olliff 9-7 9-11 6-3       | Mary Whitmarsh Frank Wilde                  |               |                     |
| 15 marzo  | Côte d'Azur Championships 1937 Cannes, Francia Singolare - Doppio                 | Anita Lizana 7-5 5-7 6-1                                          | Jadwiga Jędrzejowska                        |               |                     |
| 15 marzo  | Côte d'Azur Championships 1937 Cannes, Francia Singolare - Doppio                 | Jacqueline Goldschmidt Simone Iribarne 3-6 6-4 6-4                | Anita Lizana Jadwiga Jędrzejowska           |               |                     |
| 15 marzo  | Côte d'Azur Championships 1937 Cannes, Francia Singolare - Doppio                 | Doppio misto: Simone Iribarne Adam Baworowski 6-2 6-4             | Grete Deutschova Georg von Metaxa           |               |                     |
| 20 marzo  | Bermuda International Championships 1937 Hamilton, Bermuda Singolare - Doppio     | Helen Rihbany 6-1 6-2                                             | Penelope Anderson McBride                   |               |                     |
| 20 marzo  | Bermuda International Championships 1937 Hamilton, Bermuda Singolare - Doppio     | Dorothy Andrus Sylvie Henrotin 6-2 6-3                            | Helen Rihbany Helen Fulton                  |               |                     |
| 20 marzo  | Bermuda International Championships 1937 Hamilton, Bermuda Singolare - Doppio     | Doppio misto: Penelope Anderson McBride Ernest Sutter 6-2 3-6 7-5 | Sylvie Henrotin Wayne Sabin                 |               |                     |
| 21 marzo  | Cairo Championships 1937 Cairo, Egitto Singolare - Doppio                         | Hilde Sperling 6-2 6-0                                            | Simonne Mathieu                             |               |                     |
| 21 marzo  | Cairo Championships 1937 Cairo, Egitto Singolare - Doppio                         | Simonne Mathieu Billie Yorke 5-7 6-0 6-4                          | Hilde Sperling Irmgard Rost                 |               |                     |
| 21 marzo  | Cairo Championships 1937 Cairo, Egitto Singolare - Doppio                         | Doppio misto: Simonne Mathieu Roland Journu 7-5 6-4               | Hilde Sperling Pat Hughes                   |               |                     |
| 29 marzo  | Cannes Championships 1937 Cannes, Francia Singolare - Doppio                      | Alice Weiwers 6-0 6-1                                             | Grete Deutsch                               |               |                     |
| 29 marzo  | Cannes Championships 1937 Cannes, Francia Singolare - Doppio                      |                                                                   |                                             |               |                     |
| 29 marzo  | Cannes Championships 1937 Cannes, Francia Singolare - Doppio                      | Doppio misto: Joan Ingram Daniel Prenn                            | Miss Weaver Adam Baworowski                 |               |                     |
| 29 marzo  | Herga Club Hard Court Championships 1937 Harrow, Gran Bretagna Singolare - Doppio | Dorothy Round 4-6 6-3 6-3                                         | Mary Heeley                                 |               |                     |
| 29 marzo  | Herga Club Hard Court Championships 1937 Harrow, Gran Bretagna Singolare - Doppio | Dorothy Round Mary Heeley 3-6 6-3 6-3                             | Jean Saunders Kay Stammers                  |               |                     |
| 29 marzo  | Herga Club Hard Court Championships 1937 Harrow, Gran Bretagna Singolare - Doppio | Doppio misto: Mary Heeley Charles Hare 8-6 (titolo condiviso)     | Mary Whitmarsh Frank Wilde                  |               |                     |
| 29 marzo  | River Oaks International Tennis Tournament 1937 Houston, USA Singolare - Doppio   | Marjorie Van Ryn 6-3 6-2                                          | Gracyn Wheeler                              |               |                     |
| 29 marzo  | River Oaks International Tennis Tournament 1937 Houston, USA Singolare - Doppio   |                                                                   |                                             |               |                     |

## Aprile
| Settimana | Torneo                                                                                               | Vincitore                                                           | Finalista                            | Semifinalisti | Eliminati ai quarti |
| --------- | --- | ------------------------------------------------------------------- | ------------------------------------ | ------------- | ------------------- |
| 2 aprile  | Tally Ho! Hard Court Championships 1937 Birmingham, Gran Bretagna Singolare - Doppio                 | Anita Lizana 6-1 6-3                                                | Elsa Haylock                         |               |                     |
| 2 aprile  | Tally Ho! Hard Court Championships 1937 Birmingham, Gran Bretagna Singolare - Doppio                 | Freda James Evelyn Dearman 3-6 6-4 6-4                              | Anita Lizana Elsa Haylock            |               |                     |
| 2 aprile  | Tally Ho! Hard Court Championships 1937 Birmingham, Gran Bretagna Singolare - Doppio                 | Doppio misto: Anita Lizana Charles Hare 6-4 6-2                     | Evelyn Dearman Stig Martenson        |               |                     |
| 4 aprile  | Egyptian International Alexandria Championships 1937 Alessandria d'Egitto, Egitto Singolare - Doppio | Hilde Sperling 6-2 6-3                                              | Simonne Mathieu                      |               |                     |
| 4 aprile  | Egyptian International Alexandria Championships 1937 Alessandria d'Egitto, Egitto Singolare - Doppio | Simonne Mathieu Billie Yorke 6-3 8-10 6-1                           | Hilde Sperling Ida Rost              |               |                     |
| 4 aprile  | Egyptian International Alexandria Championships 1937 Alessandria d'Egitto, Egitto Singolare - Doppio | Doppio misto: Billie Yorke Jean Lesueur 12-10 6-2                   | Simonne Mathieu Roland Journu        |               |                     |
| 5 aprile  | Monte Carlo Easter Tournament 1937 Monte Carlo, Monte Carlo Singolare - Doppio                       | Alice Weiwers 8-6 6-1                                               | Colette Rosambert Boegner            |               |                     |
| 5 aprile  | Monte Carlo Easter Tournament 1937 Monte Carlo, Monte Carlo Singolare - Doppio                       | Joan Ingram Phyllis Satterthwaite 7-5 7-5                           | Alice Weiwers Cosette Saint-Omer Roy |               |                     |
| 12 aprile | Surrey Hard Court Championships 1937 Roehampton, Gran Bretagna Singolare - Doppio                    | Mary Hardwick 8-6 7-5                                               | Kay Stammers Menzies                 |               |                     |
| 12 aprile | Surrey Hard Court Championships 1937 Roehampton, Gran Bretagna Singolare - Doppio                    | Valerie Scott Mary Whitmarsh titolo condiviso                       | Cecily Marriott Madge Slaney         |               |                     |
| 12 aprile | Surrey Hard Court Championships 1937 Roehampton, Gran Bretagna Singolare - Doppio                    | Doppio misto: Frank Wilde Mary Whitmarsh 6-2 6-8 (titolo condiviso) | Charles Hare Mary Hardwick           |               |                     |
| 18 aprile | Eastern Mediterranean Championships 1937 Atene, Grecia Singolare - Doppio                            | Simonne Mathieu 9-7 6-0                                             | Helen Jacobs                         |               |                     |
| 18 aprile | Eastern Mediterranean Championships 1937 Atene, Grecia Singolare - Doppio                            | Simonne Mathieu Billie Yorke 6-2 6-2                                | Marie Luis Horn Helen Jacobs         |               |                     |
| 18 aprile | Eastern Mediterranean Championships 1937 Atene, Grecia Singolare - Doppio                            | Doppio misto: Simonne Mathieu Roland Journu 7-5 10-8                | Billie Yorke Jean Lesueur            |               |                     |
| 19 aprile | Central European Championships 1937 Napoli, Italia Singolare - Doppio                                | Jadwiga Jędrzejowska 6-3 6-2                                        | Totta Zehden                         |               |                     |
| 19 aprile | Central European Championships 1937 Napoli, Italia Singolare - Doppio                                | Totta Zehden Edith Sander 6-4 8-6                                   | Ucci Manzutto Giuliana Grioni        |               |                     |
| 19 aprile | Central European Championships 1937 Napoli, Italia Singolare - Doppio                                | Doppio misto: Jadwiga Jędrzejowska Franjo Kukuljevic 6-2 6-2        | Ucci Manzutto Jean Borotra           |               |                     |
| 26 aprile | Torneo di Roma 1937 Roma, Italia Singolare - Doppio                                                  | Simonne Mathieu 7-5 6-4                                             | Marie Luis Horn                      |               |                     |
| 26 aprile | Torneo di Roma 1937 Roma, Italia Singolare - Doppio                                                  | Simonne Mathieu Susan Noel 6-3 7-5                                  | Marie Luise Horn Billie Yorke        |               |                     |
| 26 aprile | Torneo di Roma 1937 Roma, Italia Singolare - Doppio                                                  | Doppio misto: Simonne Mathieu Jean Lesueur 6-4 4-6 6-4              | Billie Yorke Roland Journu           |               |                     |
| 26 aprile | Brighton Hard Court Championships 1937 Brighton, Gran Bretagna Singolare - Doppio                    | Anita Lizana 0-6 6-2 6-2                                            | Dorothy Round                        |               |                     |
| 26 aprile | Brighton Hard Court Championships 1937 Brighton, Gran Bretagna Singolare - Doppio                    | Anita Lizana Valerie Scott 6-3 7-5                                  | Dorothy Round Evelyn Dearman         |               |                     |

## Maggio
| Settimana | Torneo                                                                                | Vincitore                                                        | Finalista                                   | Semifinalisti | Eliminati ai quarti |
| --------- | ------------------------------------------------------------------------------------- | ---------------------------------------------------------------- | ------------------------------------------- | ------------- | ------------------- |
| 2 maggio  | British Hard Court Championships 1937 Bournemouth, Gran Bretagna Singolare - Doppio   | Anita Lizana 7-5 6-3                                             | Margaret Scriven                            |               |                     |
| 2 maggio  | British Hard Court Championships 1937 Bournemouth, Gran Bretagna Singolare - Doppio   | Evelyn Dearman Joan Ingram 6-0 6-0                               | Valerie Scott Mary Whitmarsh                |               |                     |
| 2 maggio  | British Hard Court Championships 1937 Bournemouth, Gran Bretagna Singolare - Doppio   | Doppio misto: Mary Whitmarsh Frank Wilde 6-4 7-5                 | Jean Saunders Ronald Shayes                 |               |                     |
| 9 maggio  | Blue White Club Championships 1937 Berlino, Germania Singolare - Doppio               | Totta Zehden 3-6 6-3 6-3                                         | Madzy Rollin-Couquerque                     |               |                     |
| 9 maggio  | Blue White Club Championships 1937 Berlino, Germania Singolare - Doppio               | Evelyn Dearman Peggy Scriven 6-1 9-7                             | Madzy Rollin-Couquerque Trudi Terwindt      |               |                     |
| 9 maggio  | Blue White Club Championships 1937 Berlino, Germania Singolare - Doppio               | Doppio misto: Evelyn Dearman Pat Hughes 6-4 7-5                  | Peggy Scriven Charles Tuckey                |               |                     |
| 10 maggio | Hurlingham Hard Court Championships 1937 Hurlingham, Gran Bretagna Singolare - Doppio | Anita Lizana 6-1 6-2                                             | Peggy Saunders                              |               |                     |
| 10 maggio | Hurlingham Hard Court Championships 1937 Hurlingham, Gran Bretagna Singolare - Doppio | Anita Lizana Ermyntrude Harvey 4-6 6-3 6-4                       | Joan Reid-Thomas Strawson Audrey Wright     |               |                     |
| 10 maggio | Hurlingham Hard Court Championships 1937 Hurlingham, Gran Bretagna Singolare - Doppio | Doppio misto: Margot Lumb Robert Tinkler 6-3 6-4                 | Yvonne Law David Williams                   |               |                     |
| 10 maggio | Southern California Championships 1937 Los Angeles, USA Singolare - Doppio            | Dorothy Bundy Cheney 6-1 6-8 7-5                                 | Gracyn Wheeler                              |               |                     |
| 10 maggio | Southern California Championships 1937 Los Angeles, USA Singolare - Doppio            | Dorothy Bundy Cheney Dorothy Workman 2-6 6-1 7-5                 | Gracyn Wheeler Barbara Winslow              |               |                     |
| 10 maggio | Southern California Championships 1937 Los Angeles, USA Singolare - Doppio            | Doppio misto: Cecile Minor Verne Hughes 6-4 2-6 6-3              | Patricia Henry Jack Neer                    |               |                     |
| 15 maggio | River Plate Championships 1937 Buenos Aires, Argentina Singolare - Doppio             | Marga Trede de Fitting 3-6 6-2 6-2                               | Denise Zappa                                |               |                     |
| 15 maggio | River Plate Championships 1937 Buenos Aires, Argentina Singolare - Doppio             | Denise Zappa Maria Elena de Moss 6-3 3-6 6-0                     | Leonilda Giusti Anna Pauwels de Madrid      |               |                     |
| 15 maggio | River Plate Championships 1937 Buenos Aires, Argentina Singolare - Doppio             | Doppio misto: Denise Zappa Augusto Zappa 6-2 6-1                 | Anna Pauwels de Madrid Lucillo del Castillo |               |                     |
| 16 maggio | Austrian National Championships 1937 Vienna, Austria Singolare - Doppio               | Trude Wolf 6-3 6-3                                               | Rosl Kraus                                  |               |                     |
| 16 maggio | Austrian National Championships 1937 Vienna, Austria Singolare - Doppio               |                                                                  |                                             |               |                     |
| 16 maggio | Austrian National Championships 1937 Vienna, Austria Singolare - Doppio               | Doppio misto: Trude Wolf Georg von Metaxa 1-6 6-1 6-2            | Anita Hummer Adam Baworowski                |               |                     |
| 17 maggio | Berlin Championships 1937 Berlino, Germania Singolare - Doppio                        | Hilde Krahwinkel Sperling 6-0 6-3                                | Anneliese Ullstein                          |               |                     |
| 17 maggio | Berlin Championships 1937 Berlino, Germania Singolare - Doppio                        | Evelyn Dearman Peggy Scriven 6-2 2-6 6-3                         | Hilde Krahwinkel Sperling Billie Yorke      |               |                     |
| 17 maggio | Berlin Championships 1937 Berlino, Germania Singolare - Doppio                        | Doppio misto: Evelyn Dearman Pat Hughes 7-5 7-5                  | Hilde Krahwinkel Sperling Franjo Kukuljevic |               |                     |
| 21 maggio | The Priory 1937 Edgbaston, Gran Bretagna Erba Singolare - Doppio                      | Dorothy Round 4-6 6-1 6-4                                        | Anita Lizana                                |               |                     |
| 21 maggio | The Priory 1937 Edgbaston, Gran Bretagna Erba Singolare - Doppio                      | Anita Lizana Alexandra McOstrich 6-2 6-4                         | Ruth Kirk Mary Heeley                       |               |                     |
| 21 maggio | The Priory 1937 Edgbaston, Gran Bretagna Erba Singolare - Doppio                      | Doppio misto: Dorothy Round Donald Butler 6-3 6-0                | Anita Lizana Daniel Prenn                   |               |                     |
| 23 maggio | Surrey Championships 1937 Surbiton, Gran Bretagna Singolare - Doppio                  | Freda James 6-4 6-3                                              | Alice Marble                                |               |                     |
| 23 maggio | Surrey Championships 1937 Surbiton, Gran Bretagna Singolare - Doppio                  | Freda James Betty Nuthall 4-1 (titolo condiviso)                 | Alice Marble Katherine Winthrop             |               |                     |
| 23 maggio | Surrey Championships 1937 Surbiton, Gran Bretagna Singolare - Doppio                  | Doppio misto: Ermyntrude Harvey Richard Ritchie titolo condiviso | Margot Lumb Robert Tinkler                  |               |                     |
| 30 maggio | Worcestershire Championships 1937 Malvern, Gran Bretagna Singolare - Doppio           | Dorothy Round 4-6 6-2 6-3                                        | Elsa Haylock                                |               |                     |
| 30 maggio | Worcestershire Championships 1937 Malvern, Gran Bretagna Singolare - Doppio           | Elsa Haylock Freda James 6-4 6-4                                 | Cecily Marriott Ermyntrude Harvey           |               |                     |
| 30 maggio | Worcestershire Championships 1937 Malvern, Gran Bretagna Singolare - Doppio           | Doppio misto: Dorothy Round Donald Butler 7-5 2-6 17-15          | Ermyntrude Harvey Henry Billington          |               |                     |
| 30 maggio | Internazionali di Francia 1937 Parigi, Francia Terra rossa Singolare - Doppio         | Hilde Sperling 6-2 6-4                                           | Simonne Mathieu                             |               |                     |
| 30 maggio | Internazionali di Francia 1937 Parigi, Francia Terra rossa Singolare - Doppio         | Simonne Mathieu Billie Yorke 3-6, 6-2, 6-2                       | Dorothy Andrus Sylvie Henrotin              |               |                     |
| 31 maggio | Middlesex Championships 1937 Chiswick Park, Gran Bretagna Erba Singolare - Doppio     | Anita Lizana 9-7 9-7                                             | Alice Marble                                |               |                     |
| 31 maggio | Middlesex Championships 1937 Chiswick Park, Gran Bretagna Erba Singolare - Doppio     | Alexandra McOstrich Jean Saunders 6-3 6-3                        | Joan Strawson Betty Uber                    |               |                     |
| 31 maggio | Middlesex Championships 1937 Chiswick Park, Gran Bretagna Erba Singolare - Doppio     | Doppio misto: Margot Lumb Robert Tinker 6-4 6-2                  | Yvonne Law James Hunt                       |               |                     |

## Giugno
| Settimana | Torneo                                                                              | Vincitore                                                              | Finalista                               | Semifinalisti | Eliminati ai quarti |
| --------- | ----------------------------------------------------------------------------------- | ---------------------------------------------------------------------- | --------------------------------------- | ------------- | ------------------- |
| 6 giugno  | Hertfordshire Championships 1937 Harpenden, Gran Bretagna Singolare - Doppio        | Kay Stammers Menzies 3-6 6-2 6-1                                       | Peggy Saunders                          |               |                     |
| 6 giugno  | Hertfordshire Championships 1937 Harpenden, Gran Bretagna Singolare - Doppio        | Kay Stammers Menzies Peggy Saunders 7-5 6-3                            | Alex McOstrich Valerie Scott            |               |                     |
| 6 giugno  | Hertfordshire Championships 1937 Harpenden, Gran Bretagna Singolare - Doppio        | Doppio misto: Alex McOstrich Rolf Gopfert 6-1 9-7                      | Valerie Scott Henner Henkel             |               |                     |
| 6 giugno  | Northern Championships 1937 Liverpool, Gran Bretagna Singolare - Doppio             | Anita Lizana 6-0 6-4                                                   | Joan Reid-Thomas Strawson               |               |                     |
| 6 giugno  | Northern Championships 1937 Liverpool, Gran Bretagna Singolare - Doppio             | Anita Lizana Joan Reid-Thomas Strawson 6-4 9-7                         | Nancy Fontes Denise Huntbach            |               |                     |
| 6 giugno  | Northern Championships 1937 Liverpool, Gran Bretagna Singolare - Doppio             | Doppio misto: Denise Huntbach Alan Stedman 6-3 6-3                     | Joan Reid-Thomas Strawson Donald Butler |               |                     |
| 6 giugno  | Torneo di Saint George's Hill 1937 Weybridge, Gran Bretagna Erba Singolare - Doppio | Jadwiga Jędrzejowska 3-6 6-4 6-3                                       | Alice Marble                            |               |                     |
| 6 giugno  | Torneo di Saint George's Hill 1937 Weybridge, Gran Bretagna Erba Singolare - Doppio | Alice Marble Kay Winthrop 7-5 7-5                                      | Dorothy Andrus Sylvie Henrotin          |               |                     |
| 6 giugno  | Torneo di Saint George's Hill 1937 Weybridge, Gran Bretagna Erba Singolare - Doppio | Doppio misto: Peggy Scriven Charles Tuckey 6-2 8-6                     | Jadwiga Jędrzejowska Henry Billington   |               |                     |
| 12 giugno | Midland Counties Championships 1937 Edgbaston, Gran Bretagna Singolare - Doppio     | Mary Heeley                                                            | Anita Lizana                            |               |                     |
| 12 giugno | Midland Counties Championships 1937 Edgbaston, Gran Bretagna Singolare - Doppio     |                                                                        |                                         |               |                     |
| 13 giugno | Kent Championships 1937 Beckenham, Gran Bretagna Erba Singolare - Doppio            | Jadwiga Jędrzejowska 6-1 9-11 6-1                                      | Alice Marble                            |               |                     |
| 13 giugno | Kent Championships 1937 Beckenham, Gran Bretagna Erba Singolare - Doppio            | Freda James Kay Stammers Menzies 6-3 6-0                               | Nancy Lyle Betty Nuthall                |               |                     |
| 13 giugno | Kent Championships 1937 Beckenham, Gran Bretagna Erba Singolare - Doppio            | Doppio misto: Sylvie Henrotin Charles Hare                             | Betty Nuthall Jiro Yamagishi            |               |                     |
| 13 giugno | Austrian International Championships 1937 Vienna, Austria Singolare - Doppio        | Marie Luis Horn 6-1 6-4                                                | Trude Wolf                              |               |                     |
| 13 giugno | Austrian International Championships 1937 Vienna, Austria Singolare - Doppio        | Marie Luis Horn Edith Sander 6-4 8-6                                   | Trude Wolf Rosl Kraus                   |               |                     |
| 13 giugno | Austrian International Championships 1937 Vienna, Austria Singolare - Doppio        | Doppio misto: Maria Uhlmann Paksy Otto Szigetti lancio di una monetina | Grete Deutschova Ferruccio Quintavalle  |               |                     |
| 14 giugno | West of England Championships 1937 Bristol, Gran Bretagna Singolare - Doppio        | Anita Lizana 6-2 9-7                                                   | Hilde Sperling                          |               |                     |
| 14 giugno | West of England Championships 1937 Bristol, Gran Bretagna Singolare - Doppio        | Simonne Mathieu Billie Yorke 6-3 6-0                                   | Hilde Sperling Vere King                |               |                     |
| 14 giugno | West of England Championships 1937 Bristol, Gran Bretagna Singolare - Doppio        | Doppio misto: Hilde Sperling Lawrence Shaffi 6-4 2-6 6-4               | Simonne Mathieu Alan Stedman            |               |                     |
| 21 giugno | Queen's Club Championships 1937 Londra, Gran Bretagna Erba Singolare - Doppio       | Jadwiga Jędrzejowska 6-3 6-0                                           | Kay Stammers Menzies                    |               |                     |
| 21 giugno | Queen's Club Championships 1937 Londra, Gran Bretagna Erba Singolare - Doppio       | Dorothy Andrus Sylvie Henrotin 8-6 6-1                                 | Mary Hardwick Ermyntrude Harvey         |               |                     |
| 21 giugno | Queen's Club Championships 1937 Londra, Gran Bretagna Erba Singolare - Doppio       | Doppio misto: Susan Noel Leopold de Borman 7-5 6-2                     | Jadwiga Jędrzejowska Henry Billington   |               |                     |

## Luglio
| Settimana | Torneo                                                                                           | Vincitore                                                 | Finalista                                   | Semifinalisti | Eliminati ai quarti |
| --------- | ------------------------------------------------------------------------------------------------ | --------------------------------------------------------- | ------------------------------------------- | ------------- | ------------------- |
| luglio    | Wimbledon Plate 1937 Londra, Gran Bretagna Singolare - Doppio                                    | Freda James 6-0 7-5                                       | Margot Lumb                                 |               |                     |
| luglio    | Wimbledon Plate 1937 Londra, Gran Bretagna Singolare - Doppio                                    |                                                           |                                             |               |                     |
| 4 luglio  | Torneo di Wimbledon 1937 Londra, Gran Bretagna Singolare - Doppio                                | Dorothy Round 6-2, 2-6, 7-5                               | Jadwiga Jędrzejowska                        |               |                     |
| 4 luglio  | Torneo di Wimbledon 1937 Londra, Gran Bretagna Singolare - Doppio                                | Simonne Mathieu Billie Yorke 6-3, 6-3                     | Elsie Goldsack Phyllis Mudford              |               |                     |
| 12 luglio | East of England Championships 1937 Felixstowe, Gran Bretagna Singolare - Doppio                  | Jadwiga Jędrzejowska 6-1 6-4                              | Audrey Wright                               |               |                     |
| 12 luglio | East of England Championships 1937 Felixstowe, Gran Bretagna Singolare - Doppio                  | Jadwiga Jędrzejowska Nina Brown 2-6 6-3 6-2               | Effie Hemmant Peters Elsie Goldsach Pittman |               |                     |
| 12 luglio | East of England Championships 1937 Felixstowe, Gran Bretagna Singolare - Doppio                  | Doppio misto: Jadwiga Jędrzejowska Jiro Yamagishi 6-4 6-1 | Freda Underwood Ronald Shayes               |               |                     |
| 13 luglio | Irish Championships 1937 Dublino, Irlanda Singolare - Doppio                                     | Thelma Jarvis 6-4 6-1                                     | Valerie Scott                               |               |                     |
| 13 luglio | Irish Championships 1937 Dublino, Irlanda Singolare - Doppio                                     | Valerie Scott Mary Whitmarsh 6-1 6-1                      | H. (V.D.) Walters Norma Stoker              |               |                     |
| 13 luglio | Irish Championships 1937 Dublino, Irlanda Singolare - Doppio                                     | Doppio misto: Mary Whitmarsh Frank Wilde 6-2 6-3          | Valerie Scott Richard Turnbull              |               |                     |
| 18 luglio | Torneo di La Jolla 1937 La Jolla, USA Singolare - Doppio                                         | Jacque Virgil 6-0 4-6 6-3                                 | Mary Arnold                                 |               |                     |
| 18 luglio | Torneo di La Jolla 1937 La Jolla, USA Singolare - Doppio                                         | Dorothy Robinson Pauline Betz 6-4 3-6 7-5                 | Mary Arnold Mrs. Walter Ivanoff             |               |                     |
| 18 luglio | Torneo di La Jolla 1937 La Jolla, USA Singolare - Doppio                                         | Doppio misto: Eleanor Purdy John Doeg 9-7 6-3             | Jacque Virgil Robin Hippenstiel             |               |                     |
| 19 luglio | Northern Championships 1937 Manchester, Gran Bretagna Singolare - Doppio                         | Dora Beazley 2-6 6-2 7-5                                  | Pamela Morison                              |               |                     |
| 19 luglio | Northern Championships 1937 Manchester, Gran Bretagna Singolare - Doppio                         | Nancy Fontes Denise Huntbach 6-4 6-3                      | Dora Beazley Pamela Morison                 |               |                     |
| 19 luglio | Northern Championships 1937 Manchester, Gran Bretagna Singolare - Doppio                         | Doppio misto: Denise Huntbach Eric Filby 6-0 10-8         | Pamela Morison Norman Farquharson           |               |                     |
| 19 luglio | Welsh Championships 1937 Newport, Gran Bretagna Singolare - Doppio                               | Simonne Mathieu 6-3 6-4                                   | Irmgard Rost                                |               |                     |
| 19 luglio | Welsh Championships 1937 Newport, Gran Bretagna Singolare - Doppio                               | Billie Yorke Susan Noel 6-1 6-4                           | Simonne Mathieu Irmgard Rost                |               |                     |
| 19 luglio | Welsh Championships 1937 Newport, Gran Bretagna Singolare - Doppio                               | Doppio misto: Susan Noel Camille Malfroy 6-4 7-5          | Simonne Mathieu Alan Stedman                |               |                     |
| 19 luglio | Scottish Championships 1937 Peebles, Gran Bretagna Erba Singolare - Doppio                       | Anita Lizana 6-1 6-1                                      | Esna Boyd Robertson                         |               |                     |
| 19 luglio | Scottish Championships 1937 Peebles, Gran Bretagna Erba Singolare - Doppio                       | Anita Lizana Esna Boyd Robertson 6-3 6-4                  | Lady Rowallan Fulton                        |               |                     |
| 19 luglio | Scottish Championships 1937 Peebles, Gran Bretagna Erba Singolare - Doppio                       | Doppio misto: M. Welsh Henry Billington 10-8 6-0          | Esna Boyd Robertson Lawrence Shaffi         |               |                     |
| 26 luglio | Seabright Invitational 1937 Seabright, USA Singolare - Doppio                                    | Alice Marble 6-3 5-7 8-6                                  | Jadwiga Jędrzejowska                        |               |                     |
| 26 luglio | Seabright Invitational 1937 Seabright, USA Singolare - Doppio                                    | Jadwiga Jędrzejowska Dorothy Andrus 6-2 6-1               | Marjorie Van Ryn Carolin Babcock Stark      |               |                     |
| 26 luglio | Seabright Invitational 1937 Seabright, USA Singolare - Doppio                                    | Doppio misto: Sylvie Henrotin Bobby Riggs 10-8 6-4        | Jadwiga Jędrzejowska Jiro Yamagishi         |               |                     |
| 28 luglio | Torneo di Sheffield & Hallamshire 1937 Sheffield e Hallamshire, Gran Bretagna Singolare - Doppio | Simonne Mathieu 6-4 6-2                                   | Irmgard Rost                                |               |                     |
| 28 luglio | Torneo di Sheffield & Hallamshire 1937 Sheffield e Hallamshire, Gran Bretagna Singolare - Doppio | Simonne Mathieu Irmgard Rost 6-1 6-0                      | E. Gray Meek                                |               |                     |
| 28 luglio | Torneo di Sheffield & Hallamshire 1937 Sheffield e Hallamshire, Gran Bretagna Singolare - Doppio | Doppio misto: Simonne Mathieu Alan Stedman 6-4 6-4        | Irmgard Rost Donald Butler                  |               |                     |
| 31 luglio | Canadian Championships 1937 Toronto, Canada Singolare - Doppio                                   | Evelyn Dearman walkover                                   | Mary Hardwick                               |               |                     |
| 31 luglio | Canadian Championships 1937 Toronto, Canada Singolare - Doppio                                   | Evelyn Dearman Joan Ingram 6-1 7-5                        | Mary Hardwick Margot Lumb                   |               |                     |
| 31 luglio | Canadian Championships 1937 Toronto, Canada Singolare - Doppio                                   | Doppio misto: Evelyn Dearman Laird Watt 6-4 3-6 6-2       | Joan Ingram William Reese                   |               |                     |

## Agosto
| Settimana | Torneo                                                                        | Vincitore                                                      | Finalista                               | Semifinalisti | Eliminati ai quarti |
| --------- | ----------------------------------------------------------------------------- | -------------------------------------------------------------- | --------------------------------------- | ------------- | ------------------- |
| 1º agosto | Northumberland Championships 1937 Newcastle, Gran Bretagna Singolare - Doppio | Anita Lizana 6-2 6-4                                           | Mary Heeley                             |               |                     |
| 1º agosto | Northumberland Championships 1937 Newcastle, Gran Bretagna Singolare - Doppio | Mary Heeley Helen Burr 6-2 6-1                                 | Anita Lizana Gaby Curtis                |               |                     |
| 1º agosto | Northumberland Championships 1937 Newcastle, Gran Bretagna Singolare - Doppio | Doppio misto: Mary Heeley Camille Malfroy 7-5 7-5              | Gaby Curtis Alan Stedman                |               |                     |
| 6 agosto  | Womens Cape Cod Tournament 1937 Wianno, USA Singolare - Doppio                | Anne Ellis 7-5 6-1                                             | Marion Wood                             |               |                     |
| 6 agosto  | Womens Cape Cod Tournament 1937 Wianno, USA Singolare - Doppio                | Hazel Hotchkiss Dorothy Whightman 6-3 6-2                      | Martin Sheddon                          |               |                     |
| 7 agosto  | Maidstone Invitation 1937 East Hampton, USA Erba Singolare - Doppio           | Sarah Palfrey 6-2 6-3                                          | Jadwiga Jędrzejowska                    |               |                     |
| 7 agosto  | Maidstone Invitation 1937 East Hampton, USA Erba Singolare - Doppio           | Dorothy Andrus Sylvie Henrotin 10-8 4-6 6-3                    | Carolin Babcock Marjorie Van Ryn        |               |                     |
| 12 agosto | German Championships 1937 Amburgo, Germania Singolare - Doppio                | Hilde Sperling 4-6 6-2 6-2                                     | Marie Luis Horn                         |               |                     |
| 12 agosto | German Championships 1937 Amburgo, Germania Singolare - Doppio                | Hilde Sperling Madzy Rollin-Couquerque 6-2 6-1                 | Lilí Álvarez de la Valdene Totta Zehden |               |                     |
| 12 agosto | German Championships 1937 Amburgo, Germania Singolare - Doppio                | Doppio misto: Marie Luis Horn Hans Denker                      |                                         |               |                     |
| 15 agosto | Eastern Grass Court Championships 1937 Rye, USA Erba Singolare - Doppio       | Jadwiga Jędrzejowska 7-5 6-4                                   | Alice Marble                            |               |                     |
| 15 agosto | Eastern Grass Court Championships 1937 Rye, USA Erba Singolare - Doppio       | Alice Marble Sarah Palfrey Fabyan 9-7 6-1                      | Marjorie Van Ryn Carolin Babcock Stark  |               |                     |
| 29 agosto | Torneo di Deauville 1937 Deauville, Francia Singolare - Doppio                | Susan Noel 6-3 6-0                                             | Mme.M. Lebailly                         |               |                     |
| 29 agosto | Torneo di Deauville 1937 Deauville, Francia Singolare - Doppio                | Mme.M. Lebailly Susan Noel 6-2 6-1                             | Mme Egniel Mme Petrocochino             |               |                     |
| 29 agosto | Torneo di Deauville 1937 Deauville, Francia Singolare - Doppio                | Doppio misto: Henriette Morel-Deville P. Morel-Deville 6-2 7-5 | Feret Paul Féret                        |               |                     |

## Settembre
| Settimana    | Torneo                                                                           | Vincitore                                                   | Finalista                                 | Semifinalisti | Eliminati ai quarti |
| ------------ | -------------------------------------------------------------------------------- | ----------------------------------------------------------- | ----------------------------------------- | ------------- | ------------------- |
| settembre    | Swiss International Championships 1937 Gstaad, Svizzera Singolare - Doppio       | Simonne Mathieu 6-2 6-4                                     | Arlette Halff                             |               |                     |
| settembre    | Swiss International Championships 1937 Gstaad, Svizzera Singolare - Doppio       |                                                             |                                           |               |                     |
| settembre    | Campionati italiani assoluti di tennis 1937 Varese, Italia Singolare - Doppio    | Anna Maria Frisacco 3-6 7-5 6-2                             | Wally San Donnino                         |               |                     |
| settembre    | Campionati italiani assoluti di tennis 1937 Varese, Italia Singolare - Doppio    | Wally San Donnino Vittoria Tonolli 1-6 6-2 6-3              | Anna Maria Frisacco Luciana Rosaspina     |               |                     |
| settembre    | Campionati italiani assoluti di tennis 1937 Varese, Italia Singolare - Doppio    | Doppio misto: Wally San Donnino Valentino Taroni 6-1 8-6    | Lucia Manfredi Vanni Canepele             |               |                     |
| 5 settembre  | Luzern Championships 1937 Lucerna, Svizzera Singolare - Doppio                   | Simonne Mathieu 6-3 6-0                                     | Arlette Halff                             |               |                     |
| 5 settembre  | Luzern Championships 1937 Lucerna, Svizzera Singolare - Doppio                   | Simonne Mathieu Arlette Halff 6-2 6-2                       | Wolff Edwards                             |               |                     |
| 5 settembre  | Luzern Championships 1937 Lucerna, Svizzera Singolare - Doppio                   | Doppio misto: Simonne Mathieu Antoine Gentien 6-3 4-6 7-5   | Arlette Halff Roland Journu               |               |                     |
| 11 settembre | U.S. National Championships 1937 New York, USA Erba Singolare - Doppio           | Anita Lizana 6-4, 6-2                                       | Jadwiga Jędrzejowska                      |               |                     |
| 11 settembre | U.S. National Championships 1937 New York, USA Erba Singolare - Doppio           | Alice Marble Sarah Palfrey 7-5, 6-4                         | Carolin Babcock Marjorie Van Ryn          |               |                     |
| 13 settembre | South of England Championships 1937 Eastbourne, Gran Bretagna Singolare - Doppio | Margaret Scriven 6-1 6-0                                    | Peggy Saunders                            |               |                     |
| 13 settembre | South of England Championships 1937 Eastbourne, Gran Bretagna Singolare - Doppio | Peggy Saunders Susan Noel 7-5 6-2                           | Mary Heeley Ermyntrude Harvey             |               |                     |
| 13 settembre | South of England Championships 1937 Eastbourne, Gran Bretagna Singolare - Doppio | Doppio misto: Mary Heeley Frank Wilde 8-6 4-6 6-1           | Mary Heeley Ronald Shayes                 |               |                     |
| 24 settembre | Pacific Southwest Championships 1937 Los Angeles, USA Singolare - Doppio         | Alice Marble 6-1 6-0                                        | Gracyn Wheeler                            |               |                     |
| 24 settembre | Pacific Southwest Championships 1937 Los Angeles, USA Singolare - Doppio         | Dorothy Workman Dorothy Bundy Cheney 6-1 0-6 6-2            | Carolin Babcock Stark Marjorie Van Ryn    |               |                     |
| 24 settembre | Pacific Southwest Championships 1937 Los Angeles, USA Singolare - Doppio         | Doppio misto: Helen Wills Moody Gottfried von Cramm 6-1 6-4 | Marjorie Van Ryn Don Budge                |               |                     |
| 26 settembre | Paris International Championships 1937 Parigi, Francia Singolare - Doppio        | Simonne Mathieu 4-6 8-6 6-3                                 | Lilí de Álvarez                           |               |                     |
| 26 settembre | Paris International Championships 1937 Parigi, Francia Singolare - Doppio        | Lilí de Álvarez Susan Noel walkover                         | Simonne Mathieu Colette Rosambert Boegner |               |                     |
| 26 settembre | Paris International Championships 1937 Parigi, Francia Singolare - Doppio        | Doppio misto: Simonne Mathieu Yvon Petra walkover           | Colette Rosambert Boegner Jean Borotra    |               |                     |

## Ottobre
| Settimana  | Torneo                                                                            | Vincitore                                                | Finalista                                  | Semifinalisti | Eliminati ai quarti |
| ---------- | --------------------------------------------------------------------------------- | -------------------------------------------------------- | ------------------------------------------ | ------------- | ------------------- |
| 10 ottobre | Pacific Coast Championships 1937 Berkeley, USA Cemento Singolare - Doppio         | Anita Lizana 6-2 6-2                                     | Margot Lumb                                |               |                     |
| 10 ottobre | Pacific Coast Championships 1937 Berkeley, USA Cemento Singolare - Doppio         | Freda James Kay Stammers Menzies 6-1 6-4                 | Helen Jacobs Dorothy Workman               |               |                     |
| 10 ottobre | Pacific Coast Championships 1937 Berkeley, USA Cemento Singolare - Doppio         | Doppio misto: Helen Wills Moody Donald Budge 6-2 4-6 6-4 | Kay Stammers Menzies Gerald Stratford      |               |                     |
| 16 ottobre | Japanese Championships 1937 Osaka, Giappone Singolare - Doppio                    | Marie Luis Horn 6-2 6-1                                  | Kukimo Sasakura                            |               |                     |
| 16 ottobre | Japanese Championships 1937 Osaka, Giappone Singolare - Doppio                    | Marie Luise Horn Sadayo Toda 6-3 6-2                     | Baroness Naoko Matsudaira Hisato Yamagishi |               |                     |
| 16 ottobre | Japanese Championships 1937 Osaka, Giappone Singolare - Doppio                    | Doppio misto: Marie Luise Horn Ryuki Miki 6-3 6-4        | Hisato Yamagishi Tamio Abe                 |               |                     |
| 17 ottobre | British Covered Court Championships 1937 Londra, Gran Bretagna Singolare - Doppio | Margaret Scriven 6-1 6-2                                 | Phyllis Mudford                            |               |                     |
| 17 ottobre | British Covered Court Championships 1937 Londra, Gran Bretagna Singolare - Doppio | Jean Saunders Valerie Scott 6-1 6-3                      | Ermyntrude Harvey Margaret Scriven         |               |                     |
| 17 ottobre | British Covered Court Championships 1937 Londra, Gran Bretagna Singolare - Doppio | Doppio misto: Jean Saunders Kalle Schroeder 2-6 8-6 6-3  | Patsy O'Connell Donald Butler              |               |                     |

## Novembre
| Settimana   | Torneo                                                                           | Vincitore                                                | Finalista                       | Semifinalisti | Eliminati ai quarti |
| ----------- | -------------------------------------------------------------------------------- | -------------------------------------------------------- | ------------------------------- | ------------- | ------------------- |
| novembre    | Southern Transvaal Championships 1937 Johannesburg, Sudafrica Singolare - Doppio | Bonnie Miller Blank 6-0 6-1                              | Alida Neave                     |               |                     |
| novembre    | Southern Transvaal Championships 1937 Johannesburg, Sudafrica Singolare - Doppio |                                                          |                                 |               |                     |
| novembre    | Mexican National Championships 1937 , Messico Singolare - Doppio                 | Loly Villarelo                                           | Raquel Moch                     |               |                     |
| novembre    | Mexican National Championships 1937 , Messico Singolare - Doppio                 |                                                          |                                 |               |                     |
| 1º novembre | Queensland Championships 1937 Brisbane, Australia Singolare - Doppio             | May Hardcastle 6-0 2-6 6-0                               | Emily Westacott                 |               |                     |
| 1º novembre | Queensland Championships 1937 Brisbane, Australia Singolare - Doppio             | May Hardcastle Emily Westacott 6-1 6-3                   | Ruth Tann Beryl Turner          |               |                     |
| 1º novembre | Queensland Championships 1937 Brisbane, Australia Singolare - Doppio             | Doppio misto: Edie Niemayer George Wilkinson 3-6 6-3 6-3 | Emily Westacott Edgar Moon      |               |                     |
| 6 novembre  | New South Wales Championships 1937 Sydney, Australia Singolare - Doppio          | Nancy Wynne 6-3 7-5                                      | Thelma Coyne                    |               |                     |
| 6 novembre  | New South Wales Championships 1937 Sydney, Australia Singolare - Doppio          | Nell Hall Hopman Thelma Coyne 10-8 3-6 6-3               | Nancy Wynne Dot Stevenson       |               |                     |
| 6 novembre  | New South Wales Championships 1937 Sydney, Australia Singolare - Doppio          | Doppio misto: Joan Hartigan Arthur Huxley 6-3 6-4        | Thelma Coyne Jack Crawford      |               |                     |
| 28 novembre | Argentine Championships 1937 Buenos Aires, Argentina Singolare - Doppio          | Mona Elena de Moss 6-2 4-6 6-3                           | Denise Zappa                    |               |                     |
| 28 novembre | Argentine Championships 1937 Buenos Aires, Argentina Singolare - Doppio          | Mona Elena de Moss Denise Zappa 7-5 6-4                  | Felissa Piedrola Marta Balparda |               |                     |
| 28 novembre | Argentine Championships 1937 Buenos Aires, Argentina Singolare - Doppio          | Doppio misto: Felissa Piedrola Alejo Russell 6-2 5-7 7-5 | Muhlenkamp Alcides Procopio     |               |                     |

## Dicembre
| Settimana   | Torneo                                                               | Vincitore                                            | Finalista                     | Semifinalisti | Eliminati ai quarti |
| ----------- | -------------------------------------------------------------------- | ---------------------------------------------------- | ----------------------------- | ------------- | ------------------- |
| 11 dicembre | Victorian Championships 1937 Melbourne, Australia Singolare - Doppio | Dorothy Bundy Cheney 6-4 1-6 6-4                     | Nancy Wynne                   |               |                     |
| 11 dicembre | Victorian Championships 1937 Melbourne, Australia Singolare - Doppio | Nell Hall Hopman Nancy Wynne 7-5 6-1                 | Joan Hartigan Thelma Coyne    |               |                     |
| 11 dicembre | Victorian Championships 1937 Melbourne, Australia Singolare - Doppio | Doppio misto: Dorothy Bundy Cheney Don Budge 6-3 6-4 | Emily Westacott Jim Gilchrist |               |                     |

## Senza data
| Settimana                                           | Torneo                                                           | Vincitore                          | Finalista        | Semifinalisti | Eliminati ai quarti |
| --------------------------------------------------- | ---------------------------------------------------------------- | ---------------------------------- | ---------------- | ------------- | ------------------- |
|                                                     | All India Championships 1937 Allahabad, India Singolare - Doppio | Leila Row 2-6 9-7 6-2              | Joan Fry Lakeman |               |                     |
| Joan Fry Lakeman Meher Dubash 6-2 8-6               | All India Championships 1937 Allahabad, India Singolare - Doppio | Mrs. Edney R.L.C. Footit           |                  |               |                     |
| Doppio misto: Joan Fry Lakeman Marshall 4-6 8-6 6-3 | All India Championships 1937 Allahabad, India Singolare - Doppio | Miss Harvey-Johnson Ghaus Mohammed |                  |               |                     |
|                                                     | East India Championships 1937 , India Singolare - Doppio         | Olga Webb McInness                 |                  |               |                     |
|                                                     | East India Championships 1937 , India Singolare - Doppio         |                                    |                  |               |                     |
|                                                     | West India Championships 1937 , India Singolare - Doppio         | Leila Row                          |                  |               |                     |
|                                                     | West India Championships 1937 , India Singolare - Doppio         |                                    |                  |               |                     |
|                                                     | Portugal Championship 1937 , Portogallo Singolare - Doppio       | G. Cantarino                       |                  |               |                     |
|                                                     | Portugal Championship 1937 , Portogallo Singolare - Doppio       |                                    |                  |               |                     |